# Pradera (kommun)
Pradera är en kommun i Colombia.   Den ligger i departementet Valle del Cauca, i den centrala delen av landet, 270 km sydväst om huvudstaden Bogotá. Antalet invånare är 48 843. Arean är 407 kvadratkilometer.
Terrängen i Pradera är varierad.